# Saint-Maurice-aux-Riches-Hommes
Saint-Maurice-aux-Riches-Hommes – miejscowość i gmina we Francji, w regionie Burgundia-Franche-Comté, w departamencie Yonne.
Według danych na rok 1990 gminę zamieszkiwały 314 osoby, a gęstość zaludnienia wynosiła 9 osób/km² (wśród 2044 gmin Burgundii Saint-Maurice-aux-Riches-Hommes plasuje się na 602. miejscu pod względem liczby ludności, natomiast pod względem powierzchni na miejscu 115.).